# Balacra fenestrata
Balacra fenestrata là một loài bướm đêm thuộc phân họ Arctiinae, họ Erebidae.